# Nataing
Nataing je tradiční a běžné kambodžské jídlo. Jedná se o jemně namleté vepřové vařené v kokosovém mléce (lze použít i chilli, mletou papriku, česnek, buráky, rybí omáčku a cukr); pokrm svou konzistencí připomíná omáčku. Podává se s rýžovými krekry či chlebem; obvykle je servírován jako předkrm.